# Perron de Liège
Le perron de Liège est un perron-fontaine situé sur la place du Marché à Liège en face de l'hôtel de ville. Ce monument, représentant les libertés liégeoises, est le symbole de la ville de Liège.

## Historique

### Création
Une fontaine est attestée à cet endroit dès 942. Une première représentation figure sur une monnaie datant du règne du Prince-Évêque Henri de Leyen (1145-1165), sur celle-ci ne figure ni lions ni pomme de pin. Le monument dans sa forme actuelle est construit en 1305 à la suite du tarissement des eaux de la source, en conséquence de travaux d'exploitations houillères.

### Enlèvement par Charles le Téméraire

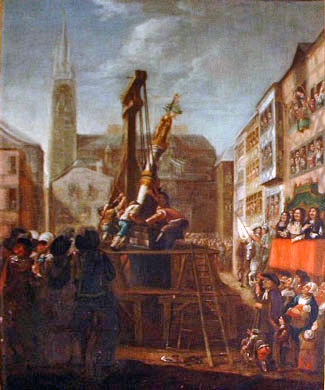
Érection du perron le 10 juillet 1478.

Charles le Téméraire, s'étant, après la bataille de Brustem, emparé une première fois de la ville de Liège, impose la paix de Saint-Laurent par laquelle « le duc voulut que plus rien ne restât debout de l'antique constitution liégeoise, ni des libertés publiques, héritage d'un long passé ». Le Perron, symbole des libertés et privilèges qu'il entendait ainsi anéantir, fut enlevé de son socle pour être transporté à Bruges, avec défense aux vaincus de le rétablir à jamais. Arrivé dans cette ville, le Perron fut exposé au point le plus apparent de la Bourse, pour témoigner vis-à-vis des foules étrangères qui y affluaient, de l'anéantissement de la nation liégeoise, coupable de s'être insurgée contre les visées dominatrices du puissant Duc d'Occident. Et pour que nul n'en ignorât, Charles le Téméraire fit graver sur le piédestal :

« N'ELEVEZ PLUS VOS FRONTS SI HAUTAINS VERS LE CIEL !

PAR MA CHUTE, APPRENEZ QU'IL N'EST RIEN D'ETERNEL

SYMBOLE DE COURAGE ET DE GLOIRE, NAGUERE

JE PROTEGEAIS UN PEUPLE INVINCIBLE A LA GUERRE,

ET J'ATTESTE AUJOURD'HUI, VIL JOUET MEPRISE

QUE CHARLES M'A VAINCU, QUE CHARLES M'A BRISE ! »

Le 5 janvier 1477, Charles le Téméraire trouve la mort devant Nancy. Le Prince-Évêque, Louis de Bourbon, qui s'était réconcilié avec les Liégeois, profita, peu après, de son séjour à Bruges, où il assistait au mariage de Marie de Bourgogne, pour obtenir le retour du Perron à Liège. Le 10 juillet 1478, après 10 ans d'exil, la population reçut le Perron avec de chaleureuses démonstrations d'allégresse qui atteignirent leur comble lorsqu'il réapparut sur le piédestal dont il avait été enlevé. Sur une des faces de ce dernier fut gravée une inscription commémorative en latin qui traduite dit :

« LE PERRON QUE LIEGE REGARDE AVEC ORGUEIL

COMME L'EMBLEME SACRE DE LA PATRIE

FUT REPLACE SUR CE PIEDESTAL LE 10 JUILLET 1478.

LIEGE OU VIVENT LES ARTS, LIEGE NOUVELLE ATHENES,

CHARLES T'A RUINEE ET COUVERTE DE CHAINES !

LOIN DE TOI, PAR SON ORDRE A BRUGES EXILE,

J'Y SUIS RESTE DIX ANS, D'OUTRAGES ACCABLE.

MAIS CES TEMPS SONT PASSES DE SERVITUDE AMERE 

ME VOICI DE NOUVEAU SUR TON SEIN, O MA MERE ! »

### Ajouts de Jean Del Cour

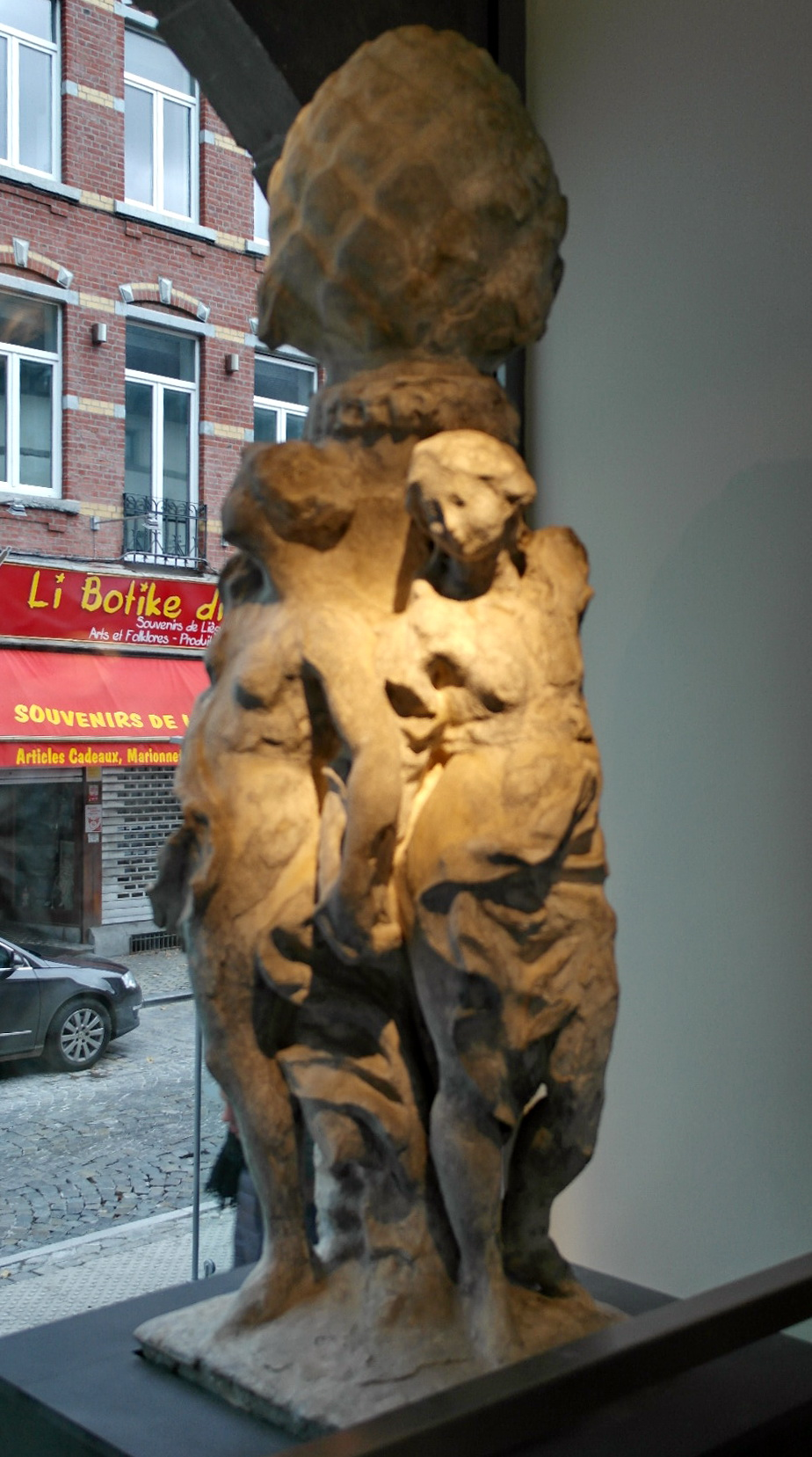
Les Trois Grâces (marbre, 1697-99) de Jean Del Cour au Grand Curtius

Le Perron est renversé lors d'une tempête le 9 janvier 1693, vers 21 h. Le sculpteur Jean Del Cour est chargé de la réparer rapidement : en 1697, il ajoute au sommet du Perron le groupe élégant des Trois Grâces, trois statues en marbre blanc soutenant la pomme de pin, l'ensemble surmontant une impressionnante fontaine à plusieurs bassins et arcades. Dans les années 1960, les statues ont été remplacées par des copies en béton réalisées par Paul Renotte. Les originales, abîmées par la pollution et les intempéries, sont conservées au Grand Curtius. En mars 2018, la restauration globale, confiée au bureau Greich depuis 2011, comprend le renouvellement de la colonne en marbre de Carrare et de la sculpture des trois Grâces, par le sculpteur Alexandre Callet, ainsi que la restauration des bassins en fonte, des éléments en pierre et des éléments en marbre.[réf. nécessaire]
La fontaine, construite en marbre provenant de carrières aujourd'hui abandonnées près de Hamoir a été construite en 1696 et 1697 sur les plans et dessins du même Jean Del Cour. Il exécuta également 6 bustes de même matière qui décoraient les arcades de la fontaine. En 1717, les bourgmestres Michel-Nicolas de Lohier et Louis-Lambert de Liverlo firent transporter ces bustes dans le vestibule de l'Hôtel de ville où ils se trouvent encore au-dessus des portes,

### Période belge

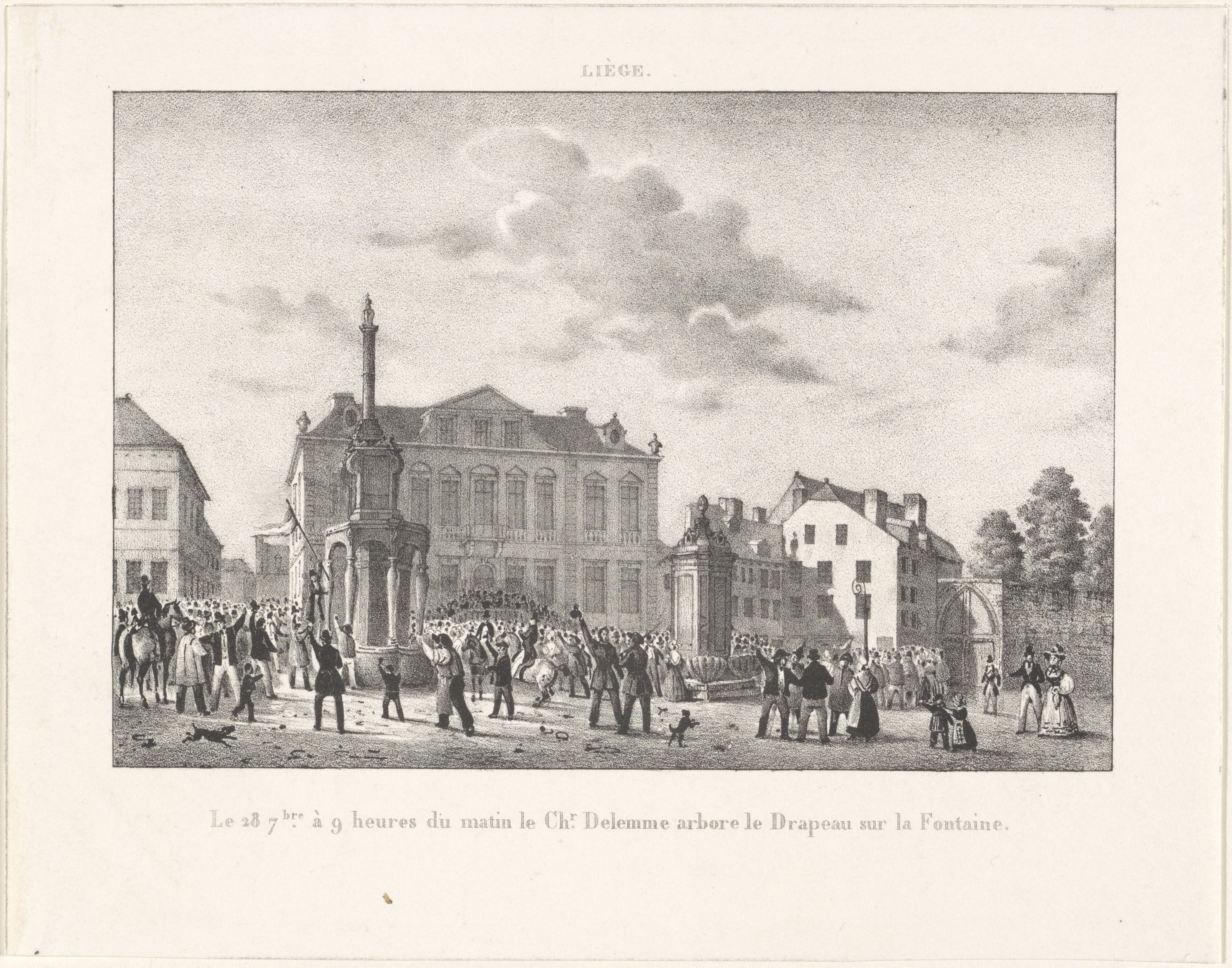
Lors de la révolution belge, le drapeau de la Belgique est hissé sur le perron par Denis François Delemme le 28 septembre 1830.

Se trouvant sur la place du Marché, au cœur de liège, le perron sert de lieu de rassemblement et d'arboration de différents drapeaux lors de la révolution belge. Le premier fut le drapeau liégeois puis, avec la participation massive des Liégeois à l'insurrection, Denis François Delemme y hisse le drapeau de la Belgique après la victoire contre l'armée néerlandaise à Bruxelles, à laquelle participe le corps de volontaires liégeois.
En 1848, lors de travaux de rénovations, les colonnes en marbre sont remplacées par des colonnes en pierre de taille et les bassins également en marbre par des bassins en fonte. Elle est livrée à l'usage du public en juillet 1864, alimentée par les areines.

### Restauration

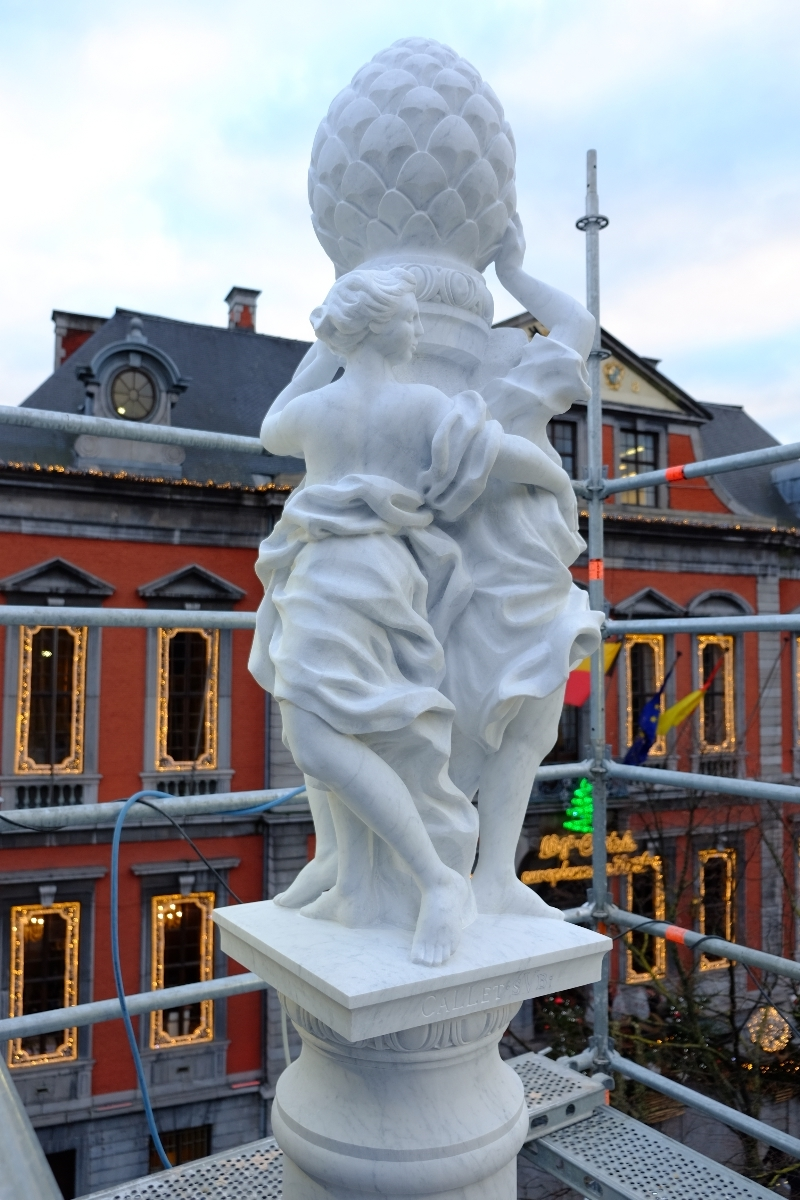
Nouvelle sculpture des trois grâces du perron de Liège

Des travaux de restauration sont effectués en juin et juillet 2012. Lors de cette rénovation une étude est menée afin de connaitre le mode d'assemblage des diverses pièces en pierre calcaire pour envisager de leur rendre leur état d'origine.
En mars 2018, prévue pour une durée de 8 mois, débute une restauration complète du monument avec démontage de certaines pièces. Il s'agit des travaux les plus importants depuis au moins six siècles.
Le 18 juin 2018, la colonne et les Trois Grâces sont démontées. La colonne en marbre devenue trop fragile est remplacée et conservée au Grand Curtius rejoignant ainsi l'originale des Trois Grâces,. Le 15 novembre 2018, le monument retrouve sa nouvelle colonne et ses statues. À cette occasion, la colonne n'est plus fixée par une soudure au plomb, qui est proscrite, mais est enfilée sur une tige métallique. La copie des Trois Grâces en marbre de carrare a été réalisé par le sculpteur Alexandre Callet.

## Utilisation du symbole

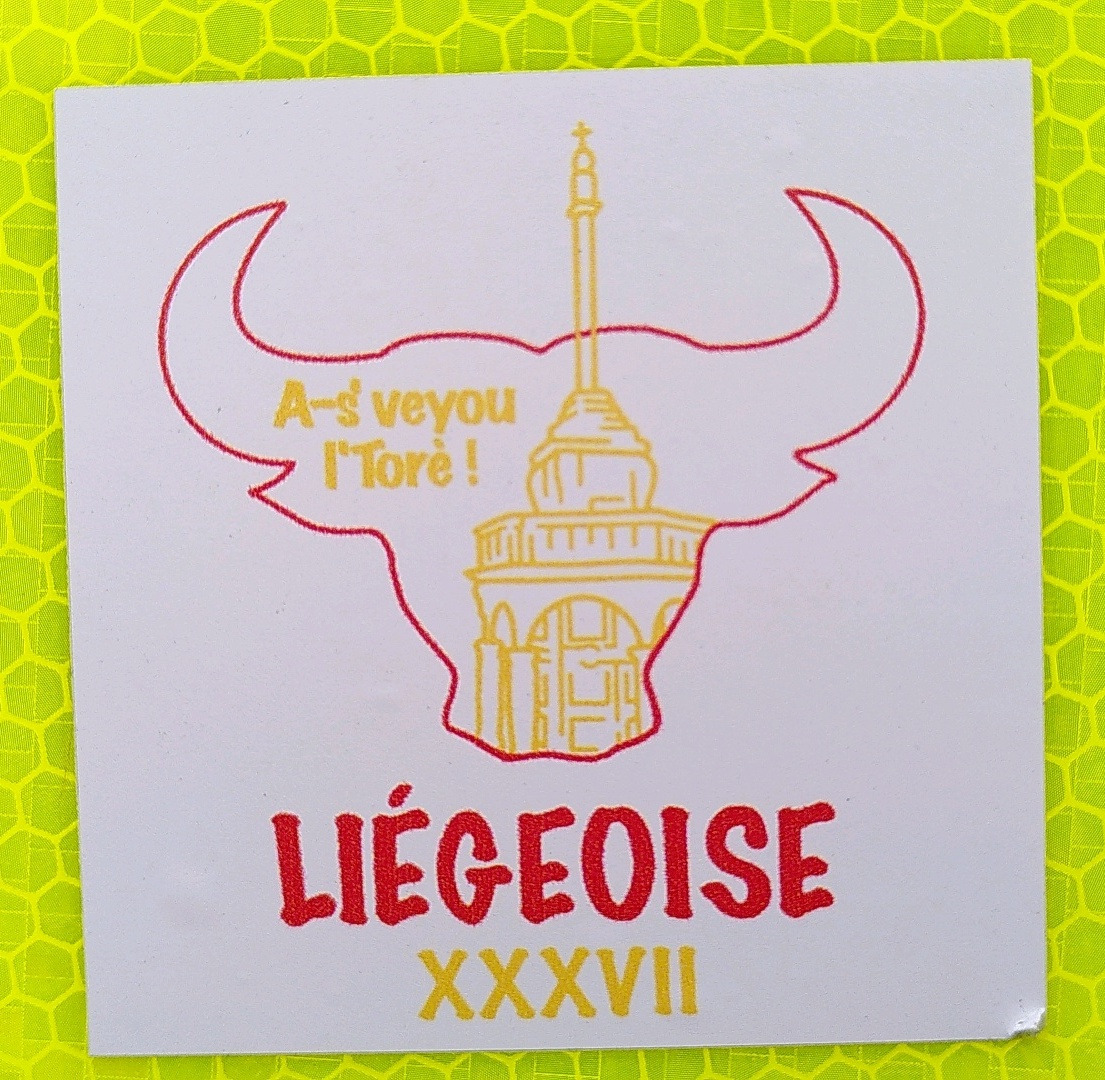
Un autocollant de l'association étudiante Régionale Liégeoise de Namur, utilisant le symbole du Perron et celui du Torè.

En plus des armoiries de l'ancienne principauté, de la ville et de la province de Liège, le Perron a inspiré divers clubs de sport pour confectionner leur logo tels que le RFC Liège mais aussi le Royal Football Club liégeois rugby et  Liège Basket, trois clubs majeurs de la localité.